# NGC 6923
NGC 6923 este o galaxie spirală barată situată în constelația Microscopul. A fost descoperită în 31 iulie 1834 de către John Herschel. Se află la o distanță de 37 de megaparseci de Pământ.